# Zivildienst in Österreich

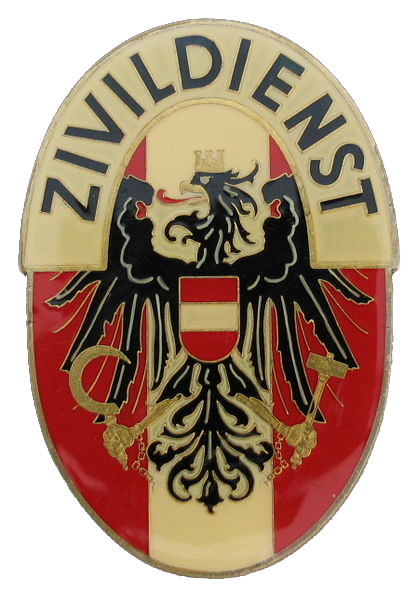
Österreichische Zivildienst-Plakette von 1982

Der Zivildienst in Österreich ist eine Form des Wehrersatzdienstes. Seit 1975 kann der Wehrdienst aus Gewissensgründen verweigert werden, der Zivildienst stellt seither neben einigen Freiwilligendiensten, welche als Ersatzdienste zum Zivildienst angeboten werden, die häufigste Form der Ableistung eines Wehrersatzdienstes für Wehrdienstverweigerer dar. Der Zivildienst umfasst in der Regel Tätigkeiten im sozialen Umfeld, wie etwa in Krankenhäusern, Jugendhäusern, Altenheimen, im Rettungsdienst und Krankentransport oder in der Behindertenbetreuung. Der ordentliche Zivildienst dauert neun Monate, mit 38h-Woche, und uneingeschränkter Bewegungsfreiheit außerhalb der Dienstzeit. Hingegen hat ein Grundwehrdiener eine 168h-Woche mit Kasernierung, bekommt nur mit Wohlwollen des Kommandanten dienstfrei, und das nicht unbedingt außerhalb der Kaserne. Ca. 45 % der tauglichen Männer (Durchschnittswert 2015–2019) erklären ihre Gewissensvorbehalte und leisten dann ihren Wehrersatzdienst ab. Frauen unterliegen keiner Wehrpflicht und sind somit auch vom Zivildienst, der nur ein Wehrersatzdienst ist, ausgenommen. Zuständig für den Zivildienst ist die dem Bundeskanzleramt (BKA) unterstellte Zivildienstserviceagentur (ZISA).

## Geschichte
Bei der Einführung der allgemeinen Wehrpflicht im Jahr 1955 war ein ziviler Ersatzdienst noch nicht vorgesehen, für Wehrpflichtige, die aus Gewissensgründen den Dienst an der Waffe verweigerten, konnte ähnlich den Bausoldaten in der DDR, auf Antrag ein ordentlicher Präsenzdienst ohne Waffe abgeleistet werden, dessen Dauer drei Monate länger war als jene des regulären Wehrdienstes. Zwischen 1956 und 1974 wurden lediglich 3.277 Anträge zum ordentlichen Präsenzdienst ohne Waffe gestellt, von denen 3.266 bewilligt wurden.
Unter der Regierung Kreisky II wurde auf Druck pazifistischer Verbände der Zivildienst eingeführt. Auch dem Bundesheer war der Zivildienst nicht unrecht, da Waffenverweigerer für den normalen Dienst eher einen Störfaktor darstellten. Mit Feststellung der Zivildienstpflicht ist ein Zivildiener in Österreich zeitlebens nicht mehr wehrpflichtig und kann somit auch nicht zum Präsenzdienst einberufen werden.
Obwohl auch der Zivildienst gleichzeitig mit dem Präsenzdienst verfassungsrechtlich verankert wurde, sollte er die Ausnahme darstellen. Nach dem Inkrafttreten des Zivildienstgesetzes wurde Max Aufischer am 1. April 1975 mit der Zivildienstnummer 01 als erster Wehrdienstverweigerer zum Zivildienst eingezogen und dem Österreichischen Roten Kreuz zugewiesen.
Zwischen 1975 und 1991 mussten Wehrdienstverweigerer ihre Gewissensvorbehalte vor einer Kommission glaubwürdig begründen. Wurden diese Gewissensgründe anerkannt, war ein Zivildienst von acht Monaten (gleiche Länge wie der Grundwehrdienst) abzuleisten. Seit der Novelle des Zivildienstgesetzes 1991 ist eine formelle Erklärung ausreichend, um zum Zivildienst zugelassen zu werden. Nachdem mit der Abschaffung der Gewissensprüfung die Anzahl der Zivildiener stark anstieg, wurde der Zivildienst ab 1992 in Schritten zuerst auf zehn Monate, dann auf elf Monate und ab 1997 auf zwölf Monate (de facto mit zwei Wochen Urlaubsanspruch) verlängert.
Seit 1992 ist der Auslandsdienst als Ersatz zum regulären Zivildienst möglich, seit 2013 zusätzlich die Leistung eines Freiwilligen Sozialen Jahres (FSJ) oder eines Freiwilligen Umweltschutzjahres (FUJ) als Ersatz möglich. Auf Empfehlungen der Bundesheerreformkommission wurde der Wehrdienst 2004 auf sechs Monate verkürzt. Die Dauer des Zivildienstes wurde ebenfalls mit Jänner 2006 adäquat angepasst (nunmehr neun Monate), wobei der Zivildienstleistende die Möglichkeit bekommen hat, seine Dienstzeit freiwillig um drei Monate (bei besserer Bezahlung in einem privatrechtlichen Arbeitsverhältnis) zu verlängern.
Nach der Einführung des Klimatickets in Österreich wurde von den zuständigen Mitgliedern der Bundesregierung beschlossen, dass jeder Zivildienstleistender für die Dauer des Dienstes ein Klimaticket gratis erhält. Dieses kann sowohl für dienstliche, als auch private Fahrten in den öffentlichen Verkehrsmitteln verwendet werden.
Im Jahr 2024 wurde im Zuge einer Gesetzesänderung das Prinzip der Arbeitsmarktneutralität abgeschafft, welches grundsätzlich bei Freiwilligendiensten üblich ist und ebenso für Wehrersatzdienste in Ländern wie der Schweiz (oder bis zur Abschaffung der Wehrpflicht in Deutschland) vorgeschrieben ist, damit keine bestehenden Arbeitsplätze gefährdet werden, die Lohn- und Arbeitsbedingungen nicht verschlechtert und Wettbewerbsbedingungen nicht verfälscht werden. Durch diese Abschaffung soll das Aufgabenspektrum der Zivildiener erweitert werden, indem diese mehr Arbeiten ohne Aufsicht durchführen können und auch sogenannte Berufsmodule absolvieren können. Des Weiteren wurden mit der Gesetzesänderung der Väterkarenz sowie in Ausnahmefällen eine mögliche zeitliche Zweiteilung der verpflichtenden Dienstzeit eingeführt.

### Wechselnde Organisationsformen und Zuständigkeiten der Zivildienstverwaltung
Vom 1. April 2002 bis zum 30. September 2005 war die Zivildienstverwaltungs Ges.m.b.H., ein Tochterunternehmen des Österreichischen Roten Kreuzes, im Auftrag des zu diesem Zeitpunkt zuständigen Innenministeriums (BMI) für die Zuweisung von Zivildienern verantwortlich. Diese Zuständigkeit endete, da der Verfassungsgerichtshof die Zuweisung als Kernbereich der staatlichen Verwaltung betrachtete und eine Eingliederung in das damals zuständige Bundesministerium für Inneres verlangte, weshalb die Zivildienstserviceagentur (ZISA) geschaffen wurde. Die ZISA war von 1. Oktober 2005 bis Jänner 2020 im Verwaltungsbereich des Innenministeriums, von Jänner 2020 bis Juli 2022 war sie dem Bundesministerium für Landwirtschaft, Regionen und Tourismus (BMLRT) rechtlich unterstellt, welches den Zivildienst wegen der Zuständigkeit für die Regionen Österreichs auch als Regionaldienst vermarktete. Am 18. Juli 2022 wechselte die Zuständigkeit für die ZISA in das Bundeskanzleramt, welches seither für die Zivildienstverwaltung in erster Instanz zuständig ist.

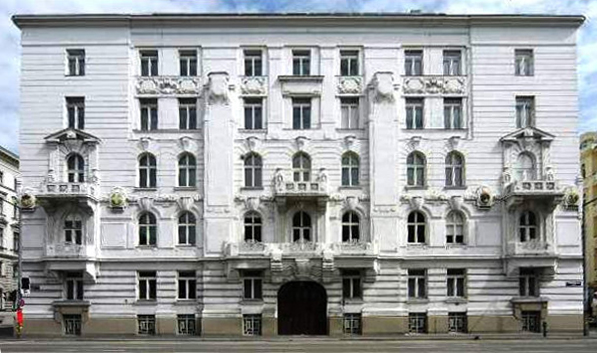
Amtsgebäude Marxergasse 2 in Wien, heute u. a. Sitz der Zivildienstserviceagentur

## Dienstabzeichen
Um die Tätigkeiten von Zivildienstleistenden für die Öffentlichkeit sichtbarer zu machen, müssen Zivildiener ein „Dienstabzeichen“ tragen. Früher handelte es sich dabei um eine Metallplakette (und zusätzlich einen Zivildienstausweis), welche an der Dienst- oder Zivilkleidung angebracht werden musste. Vor einigen Jahren wurde jedoch eine Plastikkarte im Format einer Bankkarte eingeführt, die als Dienstabzeichen bezeichnet wird. Falls eine Dienstkleidung ausgegeben wird, darf auch ein Stoffabzeichen, welches dem Aussehen des früheren Metallabzeichen entspricht, an der Kleidung oder mit Hilfe einer Armbinde getragen werden. Nach der vollständigen Ableistung des Zivildienstes geht das Dienstabzeichen in das Eigentum des Trägers über.

## Dienststellen
Derzeit (Stand: 2023) gibt es ca. 1.300 Einrichtungen, bei denen Zivildienstleistende im Einsatz sind. Die Organisation, bei der die meisten Wehrersatzdienstleistenden ihren Dienst leisten müssen, ist das Österreichische Rote Kreuz. Darüber hinaus werden viele Zivildiener im Bereich der Betreuung in Altenheimen, in Krankenhäusern oder auch als Verwaltungsmitarbeiter sowie als Schülerlotsen der jeweiligen Landespolizeidirektion eingesetzt. Weitere Organisationen sind z. B. der Arbeiter-Samariter-Bund, Kindergärten, Freiwillige Feuerwehren oder andere soziale Einrichtungen im Bereich der Behinderten- oder Flüchtlingsbetreuung. Weniger weit verbreitet ist eine Beschäftigung als „landwirtschaftlicher Betriebshelfer“ in der Landwirtschaft; größter Anbieter ist in diesem Bereich der landwirtschaftliche Verband Maschinenring.

## Dienstdauer
Die Dauer des Zivildienstes entsprach bis zum Ende der „Gewissensprüfung“ durch die Zivildienstkommission der Dauer des militärischen Grundwehrdienstes. Mit dem Entfall der Gewissensprüfung wurde die Dauer gegenüber dem Präsenzdienst erhöht.
| Zeitraum        | Anzahl Monate | Weitere Information                                                              |
| --------------- | ------------- | -------------------------------------------------------------------------------- |
| 1975 – Mai 1992 | 8             | „Gewissensprüfung“ erforderlich, Dauer identisch mit Dauer des Grundwehrdienstes |
| Juni 1992–1993  | 10            | 8 Monate in Ausnahmefällen und bei besonderen Belastungen                        |
| 1994–1997       | 11            |                                                                                  |
| 1997–2005       | 12            | Neu: 2 Wochen Urlaubsanspruch                                                    |
| seit 2006       | 9             |                                                                                  |

## Einsatzbereiche
Die Einsatzbereiche, in denen Zivildienstleistende eingesetzt werden, teilen sich in diverse Bereiche auf, allerdings wird der größte Teil im Rettungswesen eingesetzt:
| Einsatzbereich                            | Anzahl Zivildiener | Anteil Zivildiener |
| ----------------------------------------- | ------------------ | ------------------ |
| Rettungswesen                             | 5.674              | 39,5 %             |
| Behinderten- und Sozialhilfe              | 3.855              | 26,8 %             |
| Altenbetreuung                            | 1.613              | 11,2 %             |
| Krankenanstalten                          | 1.187              | 8,3 %              |
| Kinderbetreuung                           | 584                | 4,1 %              |
| Katastrophenhilfe und Zivilschutz         | 387                | 2,7 %              |
| Flüchtlingsbetreuung, Integration         | 390                | 2,7 %              |
| Sozialhilfe in der Landwirtschaft         | 175                | 1,2 %              |
| Öffentliche Sicherheit, Schulwegsicherung | 169                | 1,2 %              |
| Krankenbetreuung, Gesundheitsvorsorge     | 117                | 0,8 %              |
| Betreuung Drogenabhängiger                | 66                 | 0,5 %              |
| Jugendarbeit                              | 43                 | 0,3 %              |
| Justizanstalten                           | 39                 | 0,3 %              |
| Umweltschutz                              | 27                 | 0,2 %              |
| inländische Gedenkstätten                 | 25                 | 0,2 %              |
| zivile Landesverteidigung                 | 19                 | 0,1 %              |

## Ordentlicher Zivildienst
Nachdem im Jahr 1975 nur 344 Männer den Wehrersatzdienst leisteten, stieg die Anzahl der Zivildiener bis zum Jahr 2014 mit über 16.600 Meldungen. Von 2015 bis 2018 war ein gegenläufiger Trend zu erkennen. 2019 ist wieder eine anteilsmäßige Zunahme zu verzeichnen, aufgrund des geburtenschwachen Jahrgangs ist die tatsächliche Anzahl jedoch weiter rückläufig. Um die Zahl der Zivildienstpflichtigen zu erhöhen, wurde im Jänner 2021 die sogenannte Teiltauglichkeit eingeführt, wodurch zusätzlich auch alle Männer mit leichten körperlichen oder geistigen Einschränkungen für den Zivildienst (aber auch für den Wehrdienst) zur Verfügung stehen müssen. Der Erfolg der Teiltauglichkeit ist jedoch hinter den Erwartungen zurückgeblieben; es wurde mit ca. 2.000 Wehrpflichtigen zusätzlich pro Jahr gerechnet, es waren im Jahr 2021 allerdings nur 627 bzw. im Jahr 2022 nur 568 Männer.

### Meldungen zum Zivildienst
Im Jahr 1975 meldeten sich gerade 344 junge Männer zum neu geschaffenen Wehrersatzdienst, seither stieg die Anzahl der Zivildienstleistenden stark an und bewegt sich in einem Bereich von ca. 40–50 % aller tauglichen Männer.
| Jahr | Anzahl Zivildienstleistende | Anteil  | taugliche Männer | teiltaugliche Männer (seit 2021) |
| ---- | --------------------------- | ------- | ---------------- | -------------------------------- |
| 2015 | 15.888                      | 48,65 % | 32.659           | -                                |
| 2016 | 14.987                      | 46,16 % | 32.468           | -                                |
| 2017 | 13.932                      | 45,79 % | 30.815           | -                                |
| 2018 | 13.466                      | 43,82 % | 30.728           | -                                |
| 2019 | 13.428                      | 47,77 % | 28.107           | -                                |
| 2020 | 14.093                      | 48,40 % | 29.114           | -                                |
| 2021 | 15.392                      | 42,95 % | 35.835           | 641                              |
| 2022 | 16.380                      | N/A     | N/A              | 711                              |
| 2023 | 14.630                      | 45,50 % | 31.516           | 639                              |

Bei den Zivildienstanträgen kommt es zu starken regionalen Unterschieden, während sich in Vorarlberg (52,8 %) und Wien (53,5 %) mehr als die Hälfte der tauglichen Männer zum Zivildienst meldeten (Stand 2014), waren es in Kärnten nur etwas mehr als ein Viertel (26,3 %). Im Jahr 2018 meldeten sich in Wien bereits 66 % aller tauglichen Männer zum Ersatzdienst. Ein Anstieg ist ab 2021 zu verzeichnen, da ab diesem Jahr die Teiltauglichkeit eingeführt wurde, um mehr Männer zum Zivildienst zu bringen. Die Gesamtzahl von 14.093 im Jahr 2020 zum Zivildienst verpflichteten Männer teilt sich auf die einzelnen Bundesländer wie folgt auf:
| Bundesland       | Anzahl Zivildiener | Anteil  |
| ---------------- | ------------------ | ------- |
| Wien             | 3.283              | 22,85 % |
| Oberösterreich   | 2.815              | 19,59 % |
| Niederösterreich | 2.302              | 16,02 % |
| Steiermark       | 1.830              | 12,73 % |
| Tirol            | 1.296              | 9,02 %  |
| Vorarlberg       | 960                | 6,68 %  |
| Salzburg         | 902                | 6,28 %  |
| Kärnten          | 548                | 3,81 %  |
| Burgenland       | 434                | 3,02 %  |

## Außerordentlicher Zivildienst
In Krisenzeiten besteht die Möglichkeit, auch solche Zivildienstpflichtige, die den ordentlichen Zivildienst bereits geleistet haben, im personell und zeitlich notwendigen Ausmaß zur Zivildienstleistung zu verpflichten. Als Rechtsgrundlage dafür bietet Abschnitt IV (§§ § 21 bis § 21a) des Zivildienstgesetzes die Möglichkeit eines „außerordentlichen Zivildienstes“, umgangssprachlich auch „Sonderzivildienst“ genannt, für Männer unter 50.
Erstmals wurde im Jahr 2020 im Verlauf der Coronavirus-Pandemie die Verpflichtung ehemaliger Zivildienstleistender aus den Jahren 2015–2019 in Aussicht gestellt, um die medizinische Versorgung sicherzustellen, falls sich nicht genügend Freiwillige melden würden. Zudem wurde angekündigt, im Zivildienst befindliche Männer nach Ableistung der regulären bzw. ordentlichen Zivildienstverpflichtung zum außerordentlichen Zivildienst zu verpflichten. Anfang April 2020 traten erstmals in der Geschichte des Zivildienstes in Österreich 3.500 außerordentliche Zivildienstleistende den Dienst an, davon waren ca. 2.000 ehemalige Zivildienstleistende, die sich freiwillig zum Dienst gemeldet hatten, sowie ca. 1.500 Männer, die nach Ableistung des regulären Zivildienstes für drei Monate zum außerordentlichen Zivildienst verpflichtet wurden. In den Folgemonaten mussten jedoch keine weiteren Zivildienstleistende zu einem außerordentlichen Zivildienst zwangsweise zugeteilt werden, da sich genügend Freiwillige gemeldet hatten. Die außerordentlichen Zivildienstleistenden wurden unter anderem für die Versorgung und Betreuung älterer Menschen sowie für Kranken- und Rettungstransporte eingesetzt. Nachdem die Anzahl der außerordentlichen Zivildiener bereits im Juni 2020 stark reduziert wurde, wurde der Einsatz der letzten am 31. Juli 2020 offiziell beendet. Trotz des viel stärkeren Verlaufes der COVID-19-Pandemie zum Jahreswechsel 2020/2021 wurde von einer weiteren Verpflichtung von Sonderzivildienern abgesehen.

## Andere Wehrersatzdienste als Alternative zum Zivildienst

### Freiwilliges Sozialjahr
Das Freiwillige Sozialjahr (FSJ) kann seit dem Jahr 2016 als Ersatz zum ordentlichen Zivildienst geleistet werden. Das FSJ hat einige Vorteile, aber auch einige Nachteile gegenüber dem herkömmlichen Zivildienst:
- Familienbeihilfe und Kinderabsetzbetrag können zusätzlich zum Taschengeld und Klimaticket weiter bezogen werden (wenn dieser Anspruch besteht)
- Vorteile in Aufnahmeverfahren an einigen Fachhochschulen oder Ausbildungsstätten für Gesundheitsberufe[62]
- höchstens 34 Wochenstunden statt max. 45 beim Zivildienst
- 5 Wochen Freistellung statt 2 Wochen beim Zivildienst
- Aufschubmöglichkeit bis zum 28. Lebensjahr
- längere Dauer von mindestens zehn Monaten des FSJ gegenüber dem regulären Zivildienst (9 Monate), bei Anrechnung als Wehrersatzdienst

Ähnlich der Grundvergütung für Zivildienstleistende steht FSJ-lern ein monatliches Taschengeld von 500,- € und ein gratis Klimaticket während der Ableistung des Dienstes zur Verfügung.
Analog zum außerordentlichen Zivildienst besteht in Krisenzeiten die Möglichkeit, ein außerordentliches FSJ zu absolvieren. Es steht allen Frauen und Männern für die Dauer von einem bis neun Monaten offen, die schon einmal ein FSJ abgeschlossen haben.

### Freiwilliges Umweltjahr
Das Freiwillige Umweltjahr (FUJ) kann seit dem Jahr 2013 bei einer Mindestdauer von zehn Monaten als Ersatz zum Zivildienst absolviert werden.
Wie beim FSJ bietet auch das FUJ Jugendlichen ab 17 Jahren die Möglichkeit, sich im Umwelt- und Nachhaltigkeitsbereich zu engagieren.
Auch beim FUJ gibt es Vor- und Nachteile zum herkömmlichen Zivildienst:
- ECTS-Punkte: Am Beginn des FUJ muss ein Lehrgang an der Hochschule für Agrar- und Umweltpädagogik in Wien abgeschlossen werden, für den ECTS-Punkte für weiterführende Universitätsstudien an der Universität Wien, der Universität für Bodenkultur Wien sowie an der Hochschule für Agrar- und Umweltpädagogik gesammelt werden können.[66]
- Familienbeihilfe und Kinderabsetzbetrag können weiter zusätzlich zum Taschengeld und Klimaticket bezogen werden (wenn dieser Anspruch besteht)
- längere Dauer von mindestens zehn Monaten des FUJ gegenüber dem regulären Zivildienst (9 Monate), bei Anrechnung als Wehrersatzdienst

Freiwilligen des FUJ steht ein monatliches Taschengeld von 500,- € und ein gratis Klimaticket während der Ableistung des Dienstes zur Verfügung.

### Entwicklungshilfedienst
Ein Dienst im Bereich der Entwicklungshilfe kann nach einer Mindestdauer von zwei Jahren als Ersatz zum Zivildienst anerkannt werden.

### Gedenkdienst, Friedens- und Sozialdienst im Ausland
Es besteht seit 1992 die Möglichkeit, seinen Wehrersatzdienst als Gedenkdienst im Ausland zu absolvieren. Andreas Maislinger hatte die Idee von der Aktion Sühnezeichen Friedensdienste übernommen. Im November 1997 wurde eine gesetzliche Neuregelung des Auslandsdienstes beschlossen, die ab diesem Zeitpunkt auch Sozial- und Friedensdienste außerhalb von Österreich ermöglicht. Gedenkdienst, Friedens- und Sozialdienst im Ausland gelten als Ersatzdienste, so dass die Absolventen nach einer Mindestdienstzeit von 10 Monaten zu keinem herkömmlichen Zivildienst mehr zugewiesen werden. Es gibt drei Möglichkeiten der Ableistung:
- Gedenkdienst[70]
- Friedensdienst[71]
- Sozialdienst[72]

Viele Auslandsplätze sind sehr beliebt, weshalb Zivildienstpflichtige oft jahrelang auf den Wunschplatz warten müssen.
Der Europäische Freiwilligendienst wurde kurzzeitig bis Herbst 2018 als Wehrersatzdienst anerkannt. Nach einer Umbenennung des Programms seitens der Europäischen Kommission in Europäisches Solidaritätskorps ist dies aufgrund einer fehlenden Gesetzesänderung nicht mehr möglich. Die Bundesjugendvertretung kritisierte dies in einem offenen Brief im Jahr 2019.

## Auszeichnungen für Zivildiener

### Auszeichnung „Zivildiener des Jahres“
Seit 2008 werden „Zivildiener des Jahres“ von der ZISA für besondere und außergewöhnliche Leistungen im Rahmen des herkömmlichen Zivildienstes ausgezeichnet. Die Idee dahinter ist die entsprechende Würdigung von Personen, die sich von den rund 14.000 jährlichen Zivildienern besonders engagiert haben. Dabei werden neun Landessieger gekürt und aus diesem Kreis ein Bundessieger ernannt. Unter Umständen können auch zwei Zivildiener zum Landessieger ernannt werden – zum Beispiel, wenn gemeinsam ein Projekt in einer Zivildiensteinrichtung umgesetzt wurde. Mitunter wird auch ein Sonderpreis für Zivildienstleistende vergeben, die ihren Zivildienst im Bundesministerium für Inneres absolviert haben.
Die Nominierung erfolgt durch die Zivildiensteinrichtung selbst – eine Selbstnominierung ist dabei nicht zulässig. Kriterien für die Nominierung sind die laufende Absolvierung des Zivildienstes bzw. die Absolvierung im vergangenen Jahr. Für die Nominierung kommen Personen in Frage, die „durch besonderes Engagement, hohe Sozialkompetenz, Zivilcourage oder durch Beiträge zum besseren Zusammenleben von Menschen verschiedener Herkunft beispielgebend für andere sind“.

### Auszeichnung „Zivildiener der ersten Stunde“
Am 4. Oktober 2021 wurde erstmals die Auszeichnung „Zivildiener der ersten Stunde“ vergeben. Diese Auszeichnung erhielten die ersten Männer, die als Wehrpflichtige von der Möglichkeit der Wehrdienstverweigerung Gebrauch gemacht haben und denen zum Teil mit Vorurteilen begegnet wurde.

### Auszeichnung „Außerordentlicher Zivildiener des Jahres“
Erstmals und bisher einmalig wurde für das Jahr 2020 die Auszeichnung „Außerordentlicher Zivildiener des Jahres“ an zwei Männer vergeben, einmal aufgrund einer freiwilligen Meldung, das andere Mal aufgrund der Verpflichtung, den herkömmlichen Zivildienst zu verlängern. Der außerordentliche Zivildienst wurde seit der Existenz des Zivildienstes bisher nur einmal im Jahr 2020 aufgrund der Corona-Pandemie aktiviert, daher wird diese Auszeichnung nur in Zeiten eines gesundheitlichen Notstandes verliehen werden, da es ansonsten keine außerordentlichen Zivildiener gibt.

### Verleihungsorte
Während der Zuständigkeit des Innenministeriums für den Zivildienst in den Jahren 2008 bis 2019 fand die Ehrung der „Zivildiener des Jahres“ traditionell in den Räumlichkeiten des Palais Modena, dem Sitz des BMI in der Herrengasse in Wien statt. Die Verleihung erfolgte meistens durch den Innenminister oder wie 2019 durch die Staatssekretärin im Innenministerium. Nachdem die ministerielle Zuständigkeit für den Zivildienst seit 2020 mehrfach wechselte, wurden andere Verleihungsorte ausgewählt; im Jahr 2020 wurde die Verleihung im Museum für angewandte Kunst in Wien durch die zuständige Landwirtschaftsministerin durchgeführt, im Jahr 2022 in den Sofiensälen durch die zuständige Staatssekretärin.

## Zivildienstgeld und Verpflegung
In Österreich gab es jahrelang eine Kontroverse um die Verpflegungssituation der Zivildienstleistenden. Im Jahr 2001 trat eine Novelle des Zivildienstgesetzes (ZDG) in Kraft, die festlegte, dass die Rechtsträger der Einrichtungen „... dafür Sorge zu tragen [haben], dass die Zivildienstleistenden angemessen verpflegt werden“ (§ 28 Abs. 1 ZDG) – ohne jedoch näher zu definieren, was unter angemessen zu verstehen ist.
Aufgrund dessen entschieden sich viele Zivildiensteinrichtungen, ihren Zivildienern ein Verpflegungsgeld von rund 6 Euro/Tag zu zahlen, was zu Protesten und Beschwerden seitens der Zivildiener führte. Nach Ansicht der Zivildiener kann mit 6 Euro/Tag keine angemessene Verpflegung gewährleistet werden, deshalb wurde eine Prüfung vor dem Verfassungsgerichtshof (VfGH) angestrebt. Im Oktober 2005 kam der VfGH zu dem Urteil, dass eine Verpflegung von 6 Euro/Tag als zu gering anzusehen sei und legte eine Bezugsgröße für die Angemessenheit der Verpflegung von 11,26 Euro bis 13,60 Euro/Tag fest. Dies entspricht dem im Heeresgebührengesetz 2001 geregelten Aufwandsersatz für die Verpflegung von Soldaten.
Seit Bekanntwerden herrschte einige Zeit Uneinigkeit über die Umsetzung des VfGH-Urteils, da weder das damals für Zivildiener zuständige Innenministerium noch die jeweiligen Zivildiensteinrichtungen bereit waren, für die nun rückwirkend anfallenden sowie zukünftigen Mehrkosten aufzukommen.
Inzwischen haben sich die wichtigsten Einrichtungen mit dem Innenminister auf folgende Vorgehensweise geeinigt:
Per Verordnung der damals zuständigen Innenministerin (Verpflegungsverordnung) gibt es eine Umstellung auf Naturalverpflegung. Sollte eine Einrichtung keine Naturalverpflegung leisten, ist stattdessen Verpflegungsgeld zu zahlen.
Dieses Verpflegungsgeld hat zwar prinzipiell 16 Euro/Tag zu betragen, die Verordnung erlaubt aber Abschläge bis zur Höhe von 35 %. Als Gründe für diese Abschläge werden ein gleichbleibender Dienstort (15 %), eine vorhandene Kochgelegenheit (10 %) und leichte körperliche Tätigkeit genannt (bis zu 10 %). Da fast jede Einrichtung Abschläge vornimmt, liegen die ausbezahlten Verpflegungsgeldbeträge der Einrichtungen zwischen 8,84 Euro/Tag und 10,20 Euro/Tag.
Bis zum 29. September 2006 konnten ehemalige Zivildienstleistende der Jahre 2001–2006 Nachforderungen wegen zu wenig bezahltem Verpflegungsgeld an die Rechtsträger der Zivildiensteinrichtungen stellen. Innerhalb von 3 Monaten sollte sich der Rechtsträger mit dem Zivildienstleistenden auf einen angemessenen Betrag einigen. Zur Berechnung der Nachzahlung wurde die Verpflegungsverordnung herangezogen (siehe oben).
Die Rechtsträger bekamen dabei bis zu 4,20 Euro pro nachzuzahlendem Tag vom Innenministerium refundiert, sofern es sich nicht um eine Gebietskörperschaft oder einen von einer solchen finanzierten Rechtsträger handelte. Sollte es innerhalb der Frist zu keiner Einigung gekommen sein, so konnte innerhalb von vier Wochen, bei sonstiger Verjährung, ein Antrag an die Zivildienstserviceagentur gestellt werden, die die Höhe des nachzuzahlenden Betrages feststellte.
Seitens der ehemaligen Zivildienstleistenden wird dabei die Diskrepanz der angebotenen Nachzahlung vom Betrag, der im Urteil des VfGH genannt wird, kritisiert. Im VfGH-Urteil ist von geringen Abschlägen bei gleichbleibendem Einsatzort die Rede. 35 % Abschläge werden aber von vielen Zivildienern nicht als gering angesehen. Im Falle von im Rettungsdienst tätigen Zivildienern wird besonders die Anwendung des Abschlages bei gleichbleibendem Dienstort kritisiert, der aber von allen Rettungsorganisationen angewandt wird.
Seit 1. Jänner 2023 erhalten Zivildienstleistende eine Grundvergütung von 536,10 Euro pro Monat, die Bestimmungen zur Naturalverpflegung bzw. zum Verpflegungsgeld bleiben unverändert gültig. Des Weiteren erhalten Zivildiener das KlimaTicket Ö Zivildienst.

## Krankenstand
Krankheitstage, die durch rechtzeitige Vorlage einer Dienstunfähigkeitsbescheinigung entschuldigt sind, müssen nicht nachgedient werden. Allerdings besteht eine Höchstzahl von 24 entschuldigten Krankenstandstagen; sollte diese überschritten werden, so wird der Zivildienstleistende vorzeitig entlassen. Auf Antrag hat die Zivildienstserviceagentur den Zeitpunkt der Entlassung festzustellen (§ 19a ZDG). Diese Regelung gilt nicht, wenn der Krankenstand auf einem Arbeitsunfall oder einer Berufskrankheit während des Zivildienstes beruht. Die verbleibende Zeit seiner Zivildienstpflicht muss der Zivildienstpflichtige nach der Herstellung seiner Dienstfähigkeit bei einer anderen Einrichtung ableisten, zu der er gesondert durch Bescheid zugewiesen wird.
Im Gegensatz zu regulären Arbeitnehmern sind Zivildienstleistende von der ärztlichen Verschwiegenheitspflicht ausgenommen, was bedeutet, dass dem Arbeitgeber die Art der Krankheit bekanntgegeben werden muss. Außerdem kann von ihnen verlangt werden, sich einer Untersuchung durch einen Vertrauensarzt der Einrichtung, bei welcher er den Zivildienst ableistet, zu unterziehen, wenn diese dies fordert.

## Waffenverbot
Mit Abgabe einer gültigen Zivildiensterklärung ist ein Verbot zum Besitz genehmigungspflichtiger Schusswaffen und zum Führen von Schusswaffen für die Dauer von 15 Jahren verbunden (§5 Abs 5 S3 ZDG), was dementsprechend auch bei der Ausübung mancher Berufe von Nachteil sein kann. Auch die Aufnahme bei der Polizei war nicht möglich. Durch die ZDG-Novelle 2010 aufgrund einer Regierungsvorlage durch Maria Fekter ist es inzwischen Zivildienstpflichtigen nach Ableistung des ordentlichen Zivildienstes möglich, unter gewissen Umständen vom Waffenverbot ausgenommen zu werden (insb. Jagd- und Sportschützen) oder aber die Zivildiensterklärung nachträglich zu widerrufen, um eine Laufbahn bei Polizei oder Justizwache anzustreben. Letztere erfordern allerdings die Erklärung, dass die Gewissensgründe weggefallen sind.